# 濱口善幸
濱口 善幸（はまぐち よしゆき、1981年8月3日 - ）は、大阪府大阪市此花区出身の占い師・タレント。松竹芸能所属。
お笑いタレントの濱口優（よゐこ）、俳優の濱口秀二は実兄。

## 来歴・人物
実家の喫茶店を手伝う傍らで独学で占いを勉強。客を占っているうちに評判が広まったことから、2004年よりタロット占い師としての活動を本業とする。
2010年よりテレビ東京『イツザイS』で自身のコーナーを持ち、兄・優の勧めもあって、同年4月より優と同じ松竹芸能に所属し、タレント活動も開始した。同番組に初登場した際には物腰の柔らかさと優しげなマスクに反響が大きかったという。
占い鑑定は関西を中心に活動。タロット占い、オーラ鑑定を専門とするが、近年は過去の鑑定経験と心理学を合わせた「タロット占い心理学」というジャンルを開拓セミナーや講演会、占いスクールも開催している。
兄・優は善幸の占いに依存していた時期がある。優と南明奈との結婚にも善幸の助言が一役買ったといい、結婚する5年前からテレビ番組で「将来的に結婚をする流れは必ずある」と断言していた。
プライベートでは、モデルの益若つばさと大の仲良しで、「つーちゃん」「よっちゃん」と呼び合う仲である。

## 出演

### テレビ
- イツザイS（2010年1月11日 - 6月20日、テレビ東京）濱口の弟「よっちゃん」の占いの館
- 踊る!さんま御殿!!（2021年11月9日、日本テレビ）

### DVD
- バー姐朋友

### インターネットテレビ
- 突撃出張占い！濱口兄弟（2016年11月23日 - 2016年12月3日、AbemaTV）[6]
- 突撃出張占い!濱口兄弟 新春開運スペシャル（2017年1月3日、AbemaSPECIALチャンネル）[5]

## 書籍
- 2011年 よっちゃんの「心の箱」占い（2010年10月28日、マガジンハウス、ISBN 978-4-838-72197-9）
- はまぐちよしゆきのタロット占い（2018年12月21日、河出書房新社、ISBN 978-4-309-27993-0）